# XXII Conferenza delle Parti dell'UNFCCC

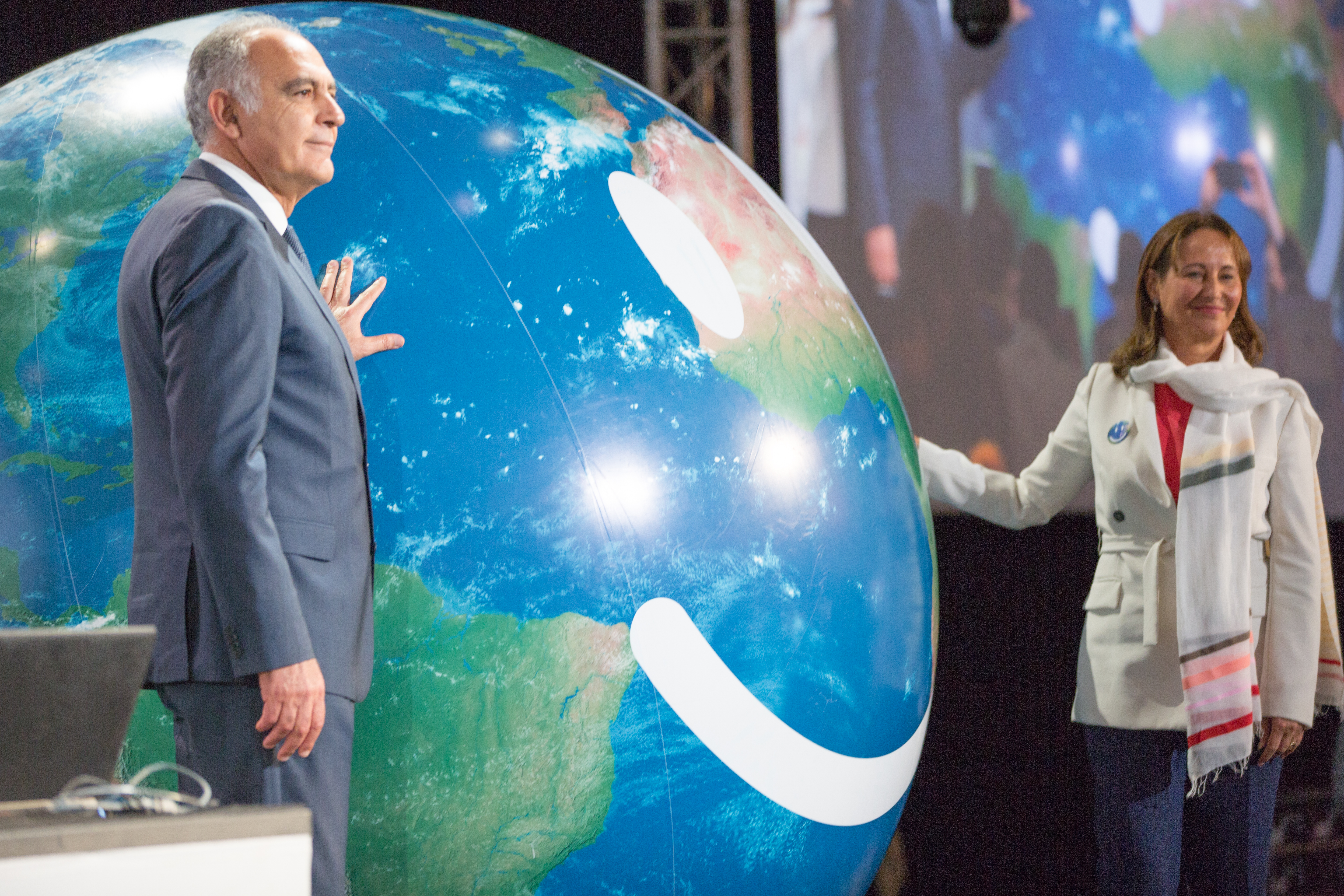
Cerimonia di apertura della conferenza COP22.

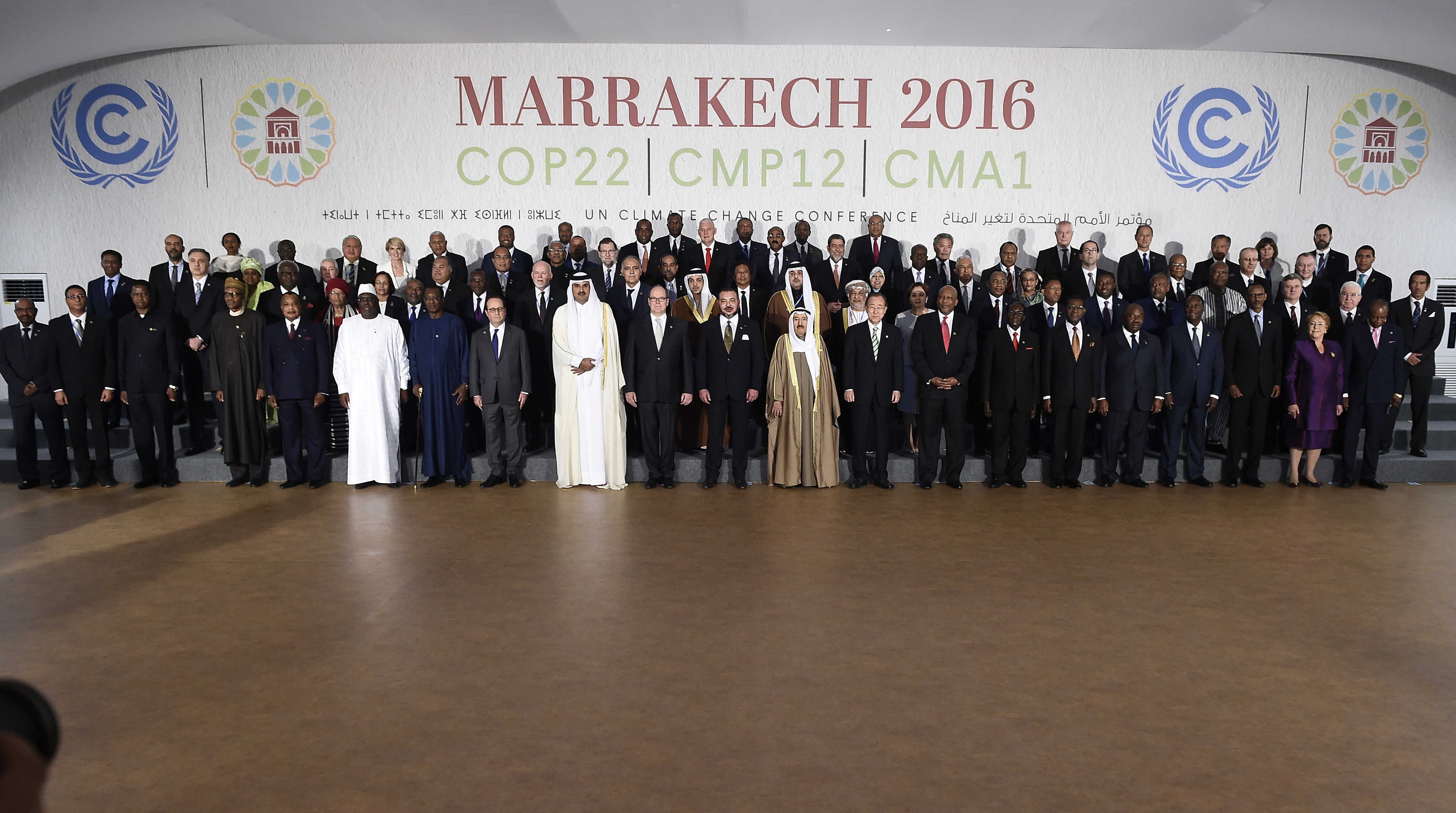
Foto ufficiale della conferenza COP22.

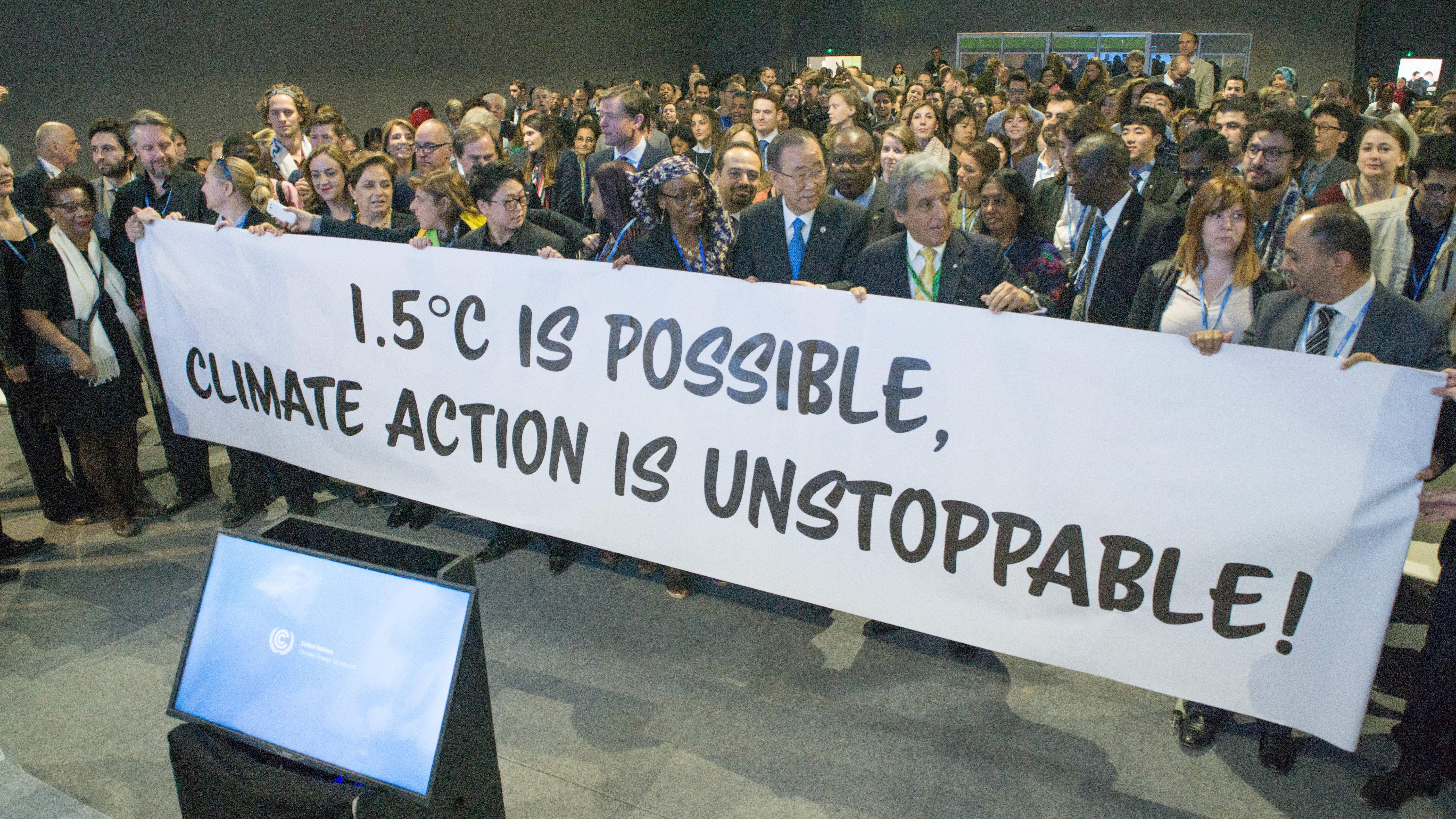
Cerimonia di chiusura della società civile

La Conferenza di Marrakech è stato una conferenza sul cambiamento climatico organizzato a Marrakech (Marocco) dal 7 al 18 novembre 2016. È stata la 22ª Conferenza delle Parti (COP22) della Convenzione quadro delle Nazioni Unite sui cambiamenti climatici (UNFCCC), a cui hanno partecipato 197 delegazioni degli Stati membri.

## Contenuti della conferenza
La conferenza di Marrakech ha trattato le modalità di applicazione dell'accordo sul clima firmato durante la precedente COP21 di Parigi.
Il Marocco ha approfittato della COP22 per mostrare il suo impegno per il clima: secondo il Vice Ministro marocchino per l'Ambiente, Hakima El Haite, questa conferenza è stata «un adattamento innovazione nel mitigare gli effetti del cambiamento climatico» ed un'opportunità di sviluppare strumenti operativi in linea mappa con le conferenze di Parigi-Lima e Parigi-Marrakech". L'erogazione di finanziamenti per i danni climatici, riconosciuti dall'accordo di Parigi, sono stati un argomento di discussione durante la COP22, così come le regole di trasparenza sulle informazioni fornite dagli Stati membri nei loro sforzi per ridurre le proprie emissioni di gas serra. 

## Risultati della conferenza
La conferenza di Marrakech ha stabilito che l'adozione delle norme per l'applicazione dell'Accordo di Parigi del 2015 sul clima saranno concordate nel 2018 nella conferenza COP24 (che la Polonia si è offerta di ospitare), invece del 2020.
Altri importanti progressi raggiunti nella COP22 sono stati:
- La presentazione da parte di diversi paesi (tra cui Canada, Germania, Messico e Stati Uniti) del loro piano strategico per ottenere la "rete a zero emissioni" nel 2050, che implica di non emettere più gas con effetto serra in atmosfera oltre a quello che si possa compensare: questo strumento darà il via alla «neutralità carbonica» consigliato dall'accordo di Parigi sul clima; senza l'adozione di essa, l'obiettivo di mantenere il riscaldamento globale ben al di sotto dei 2 gradi entro il 2100 sarebbe una missione impossibile. Quindici altri Stati, tra cui la Francia, si stanno preparando a sviluppare il loro piano;
- Un appello lanciato della presidenza del Marocco del COP22, per sostenere una serie di annunci ed iniziative dei governi e delle strutture non statali, tra cui il "Forum sul clima vulnerabile", con cui 48 paesi in via di sviluppo hanno promesso di produrre "il più velocemente possibile" solo energia rinnovabile;
- Altri undici stati hanno ratificato l'accordo sul clima di Parigi, tra cui Australia, Giappone, Italia, Malesia, Pakistan e Regno Unito;
- I paesi più ricchi si sono impegnati finanziare il Fondo di adattamento istituito nel quadro del protocollo di Kyoto con 83 milioni di dollari (di cui 50 milioni concessi dalla Germania);
- I responsabili del Fondo verde per il clima istitutito dalla Conferenza di Copenaghen del 2009 (COP15) hanno annunciato l'approvazione dei primi due piani nazionali di adattamento ai cambiamenti climatici nei paesi in via di sviluppo (Liberia e Nepal); il fondo è pronto ad erogare 2,5 miliardi di dollari per i progetti.

## Dimensione africana
A margine della COP22, il 16 novembre 2016 è stato organizzato un vertice internazionale con una trentina di capi stato africani, per concentrarsi sui negoziati sul clima nel continente africano, che è il più minacciato dal riscaldamento globale .
L'occasione è stata sfruttata dalla città di Marrakech per il lancio della propria immagine ecologica, ad esempio con l'installazione di 300 biciclette per il bike sharing.